# Alexei Alfredowitsch Jachin
Alexei Alfredowitsch Jachin (russisch Алексей Альфредович Яхин; * 26. März 1984 in Moskau, Russische SFSR) ist ein russischer Eishockeytorwart, der seit August 2013 beim THK Twer in der Wysschaja Hockey-Liga unter Vertrag steht.

## Karriere
Alexei Jachin begann seine Karriere als Eishockeyspieler in seiner Heimatstadt und spielte von 2001 bis 2006 für die zweiten Mannschaften der Hauptstadtklubs HK Dynamo Moskau und HK Spartak Moskau in der drittklassigen Perwaja Liga. In den folgen drei Jahren konnte sich der Torwart im professionellen Eishockey etablieren und stand regelmäßig in der Wysschaja Liga, der zweiten russischen Spielklasse, für Neftjanik Leninogorsk, Juschny Ural Orsk, Kapitan Stupino und Krylja Sowetow Moskau zwischen den Pfosten. 
Zur Saison 2009/10 kehrte Jachin zu seinem Ex-Klub HK Spartak Moskau zurück, für den er jedoch anschließend nur zwei Mal in der Kontinentalen Hockey-Liga auf dem Eis stand, sodass er die Spielzeit bei dessen Ligarivalen Sewerstal Tscherepowez beendete, für den er weitere sieben Spiele bestritt. Zwischen 2010 und 2013 spielte Iwanow wieder für Spartak in der KHL. 